# Adolf Scheffler
Adolf Scheffler, auch Adolph Scheffler, (* 25. Oktober 1828 in Blankenburg (Harz); † 14. Juni 1913 in Braunschweig) war ein deutscher Maschinenbauingenieur und Hochschullehrer an drei Vorläufereinrichtungen der Technischen Universität Braunschweig.

## Leben
Adolf Scheffler wurde 1828 in Blankenburg im Herzogtum Braunschweig als Sohn eines Stadtsekretärs geboren. Er besuchte bis 1844 das dortige Gymnasium und studierte ab November 1844 das Baufach am Braunschweiger Collegium Carolinum. Scheffler arbeitete ab April 1848 in der staatlichen Maschinenfabrik Zorge, seinerzeit einer der größten Hersteller von Dampflokomotiven im deutschsprachigen Raum.
Im März 1854 wurde er zum außerordentlichen Professor und im Oktober 1862 zum ordentlichen Professor für Maschinenbau und theoretische Maschinenlehre am Collegium Carolinum ernannt. Mit Beginn des Wintersemesters 1862/1863 wurde das Collegium Carolinum in Polytechnische Schule umbenannt. Scheffler war ab 1859 Mitglied der Herzoglichen Prüfungskommission für Bautechniker und wurde 1863 zum Sachverständigen für „Lokomobilen“ im Königreich Hannover bestellt. Er war von 1872 bis 1877 Vorstand der Fachschule für Bau- und Ingenieurwissenschaften, die für die Ausbildung von Architekten und Bauingenieuren an der Polytechnischen Schule ins Leben gerufen worden war. Von 1877 bis 1881 und von 1885 bis 1888 stand Scheffler der Abteilung für Maschinenbau vor. Am 5. März 1878 wurde die Polytechnische Schule in Herzogliche Technische Hochschule Carolo-Wilhelmina umbenannt. Die zugehörige akademische Verfassung trat zum 1. April 1878 in Kraft und war maßgeblich von Scheffler geprägt worden. Er wurde im Oktober 1891 emeritiert und wurde mit dem Titel eines Geheimen Hofrats geehrt. Scheffler hielt als Emeritus noch bis 1900 eine Vorlesung über Theorie und Konstruktion hydraulischer Motoren.
Adolf Scheffler wohnte zuletzt am Altewiekring in Braunschweig, wo er im Juni 1913 im Alter von 84 Jahren starb.

## Schriften (Auswahl)
- Über eine rationelle Form der Eisenbahnwagenachsen und die technischen Vorzüge der Gussstahlachsen. Friedrich Vieweg, Braunschweig 1861. (Digitalisat)